# Eghegnazor
Eghegnazor, Yeghegnazor, Eghegnadzor ou Yeghegnadzor (en arménien Եղեգնաձոր, anciennement Yeghegik, et de 1935 jusqu'à 1957 Mikoyan) est une ville d'Arménie située dans le marz de Vayots Dzor, dont elle est la capitale. Située à 119 km d'Erevan, elle compte 8 181 habitants en 2008.

## Démographie
Depuis 1831, l'évolution démographique de Eghegnazor a été la suivante :
| 1831 | 1897  | 1914  | 1926  | 1939  | 1959  |
| ---- | ----- | ----- | ----- | ----- | ----- |
| 232  | 1 307 | 1 371 | 1 583 | 2 567 | 3 567 |

| 1980  | 1990   | 2001  | 2008  | 2011  | 2015  |
| ----- | ------ | ----- | ----- | ----- | ----- |
| 7 053 | 12 000 | 8 187 | 8 181 | 7 944 | 7 800 |

| Histogramme de l'évolution démographique de Eghegnazor |        |
| \| 1831 \| 232 \| \| 1897 \| 1 307 \| \| 1914 \| 1 371 \| \| 1926 \| 1 583 \| \| 1939 \| 2 567 \| \| 1959 \| 3 567 \| \| 1980 \| 7 053 \| \| 1990 \| 12 000 \| \| 2001 \| 8 187 \| \| 2008 \| 8 181 \| \| 2011 \| 7 944 \| \| 2015 \| 7 800 \| |        |
| 1831 | 232    |
| 1897 | 1 307  |
| 1914 | 1 371  |
| 1926 | 1 583  |
| 1939 | 2 567  |
| 1959 | 3 567  |
| 1980 | 7 053  |
| 1990 | 12 000 |
| 2001 | 8 187  |
| 2008 | 8 181  |
| 2011 | 7 944  |
| 2015 | 7 800  |

## Lieux et monuments
La forteresse de Proshaberd datant du XIIIe siècle, est situé à quelques kilomètres au nord-est d'Eghegnadzor, à proximité de Gladzor et Vernashen.
L'université historique de Gladzor du datant du XIIIe siècle, située dans le village de Gladzor à la périphérie d'Eghegnadzor.
Le monastère de Noravank du XIIIe siècle, est situé à quelques kilomètres au sud-ouest  d'Eghegnadzor.
Le monastère de Spitakavor de la Sainte Mère de Dieu construit en 1321, est situé juste au nord d'Eghegnadzor, près du village de Vernashen.
Le caravansérail de Sélim, le caravansérail le mieux conservé d'Arménie, se trouve à une trentaine de kilomètres au nord de la ville sur la route M10 menant à Martouni, sur la rive sud du lac Sevan.

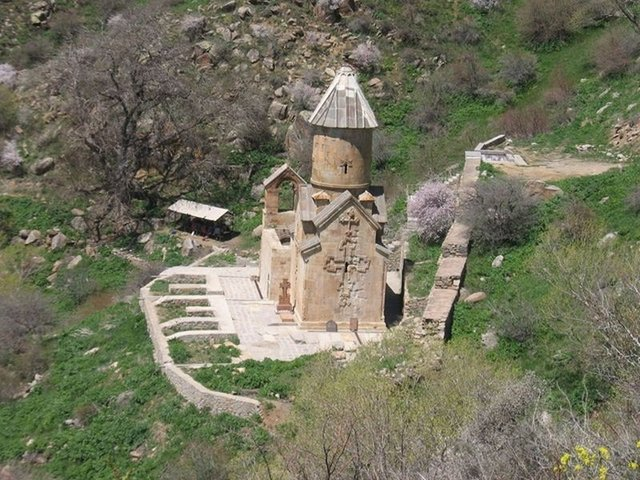
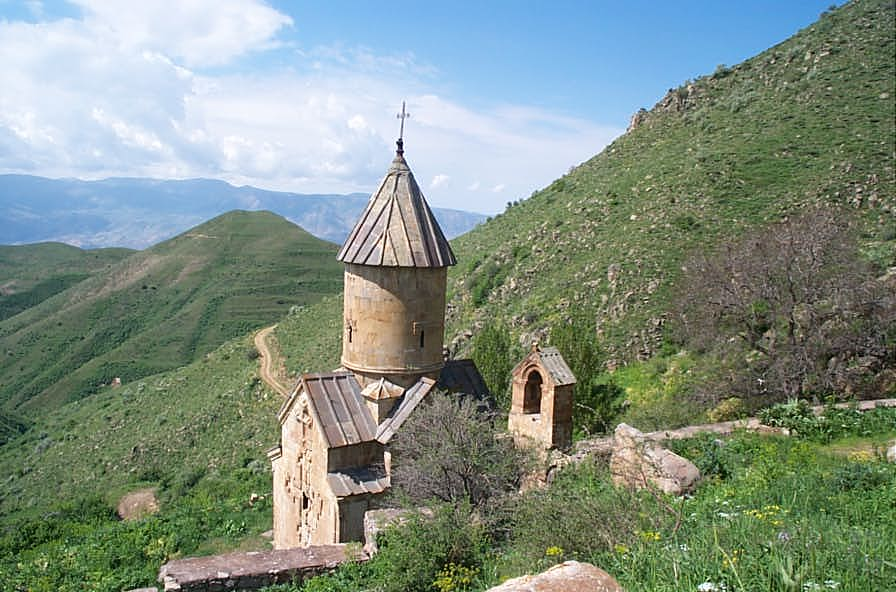
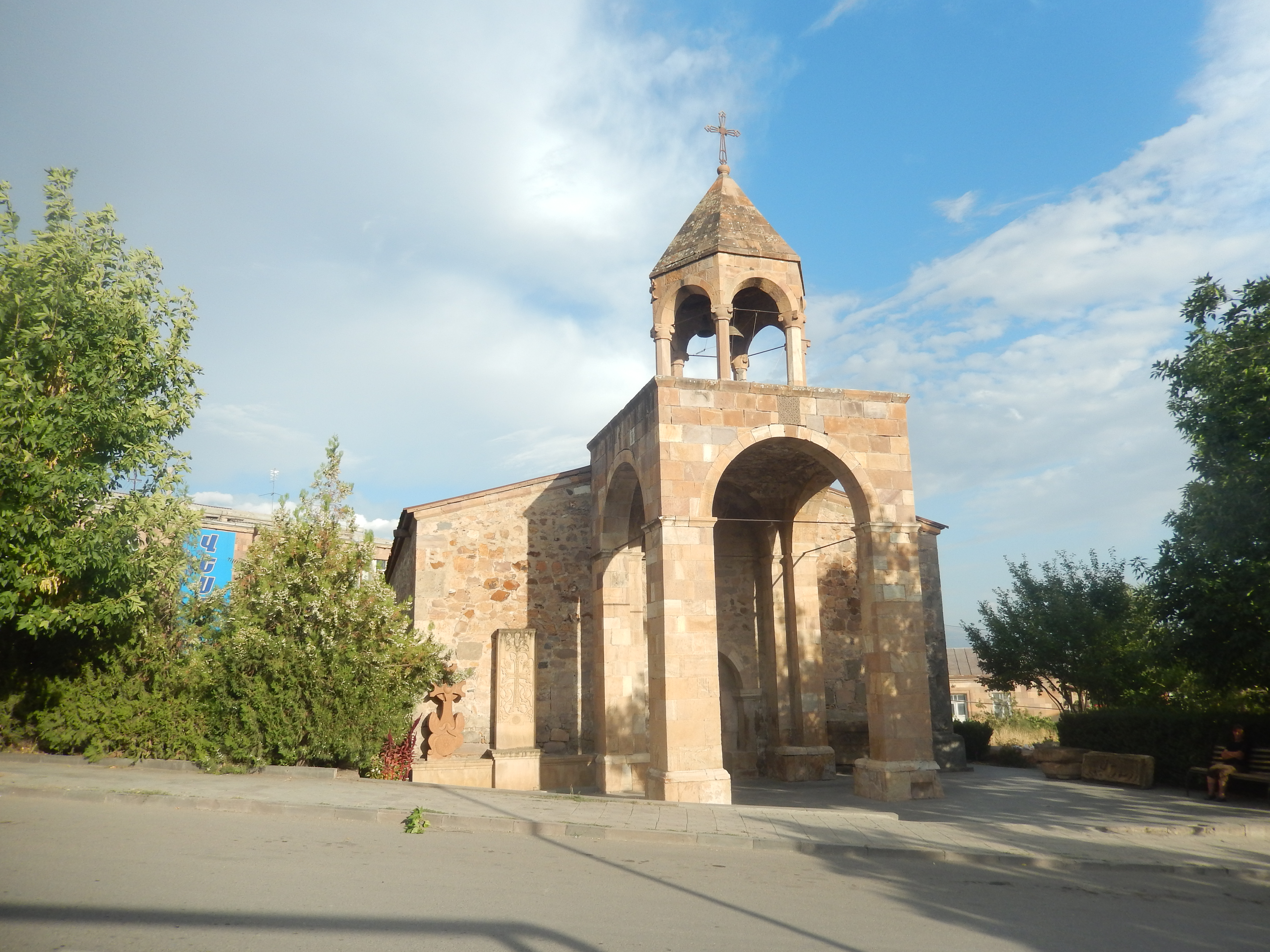

## Transport
La route magistrale M2 qui relie l'Arménie du nord au sud traverse la ville.
D'autre part, Eghegnadzor est reliée à d'autres parties de Vayots Dzor par les routes H-40 et H-47.

## Galerie

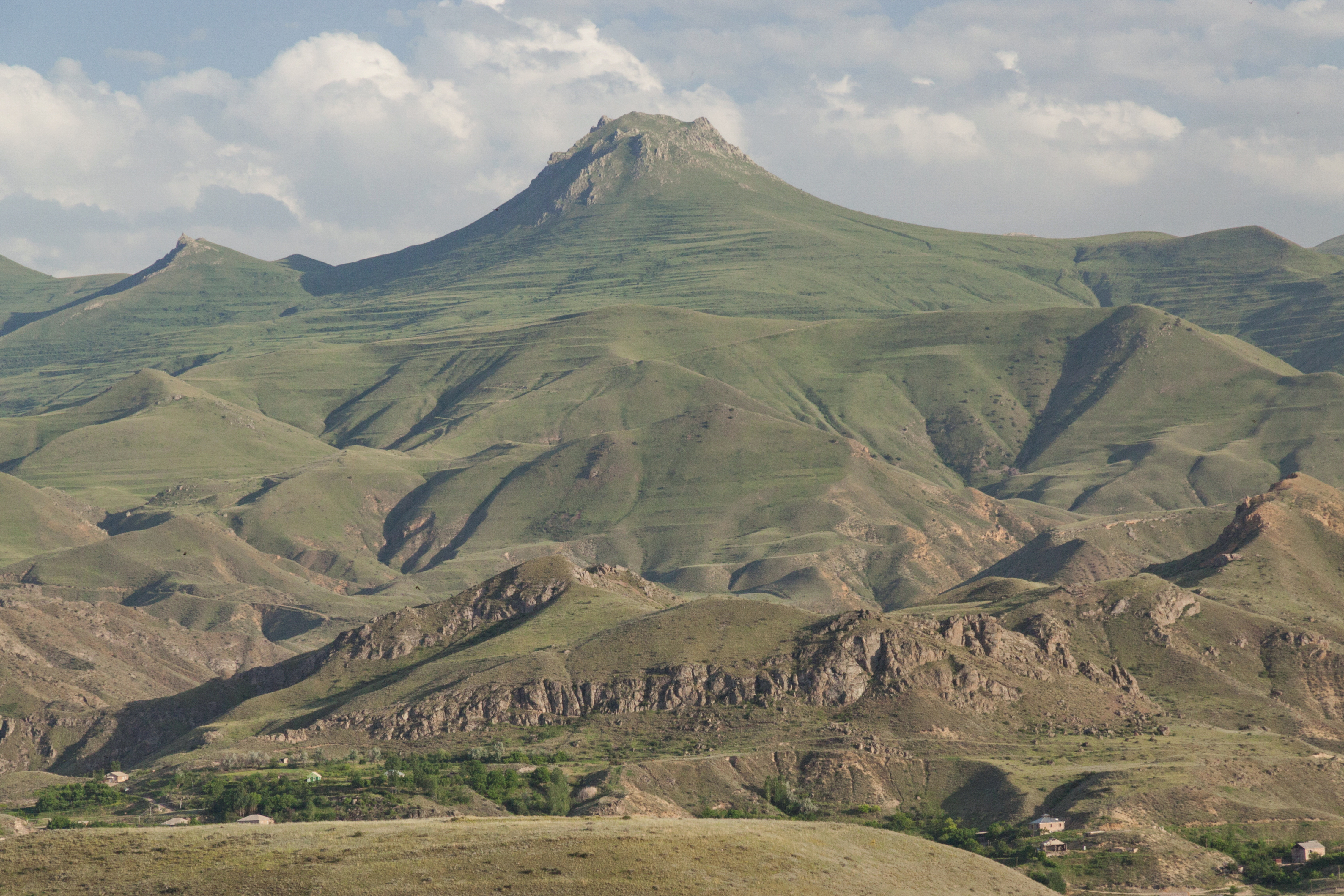
Paysage près d’Eghegnazor.
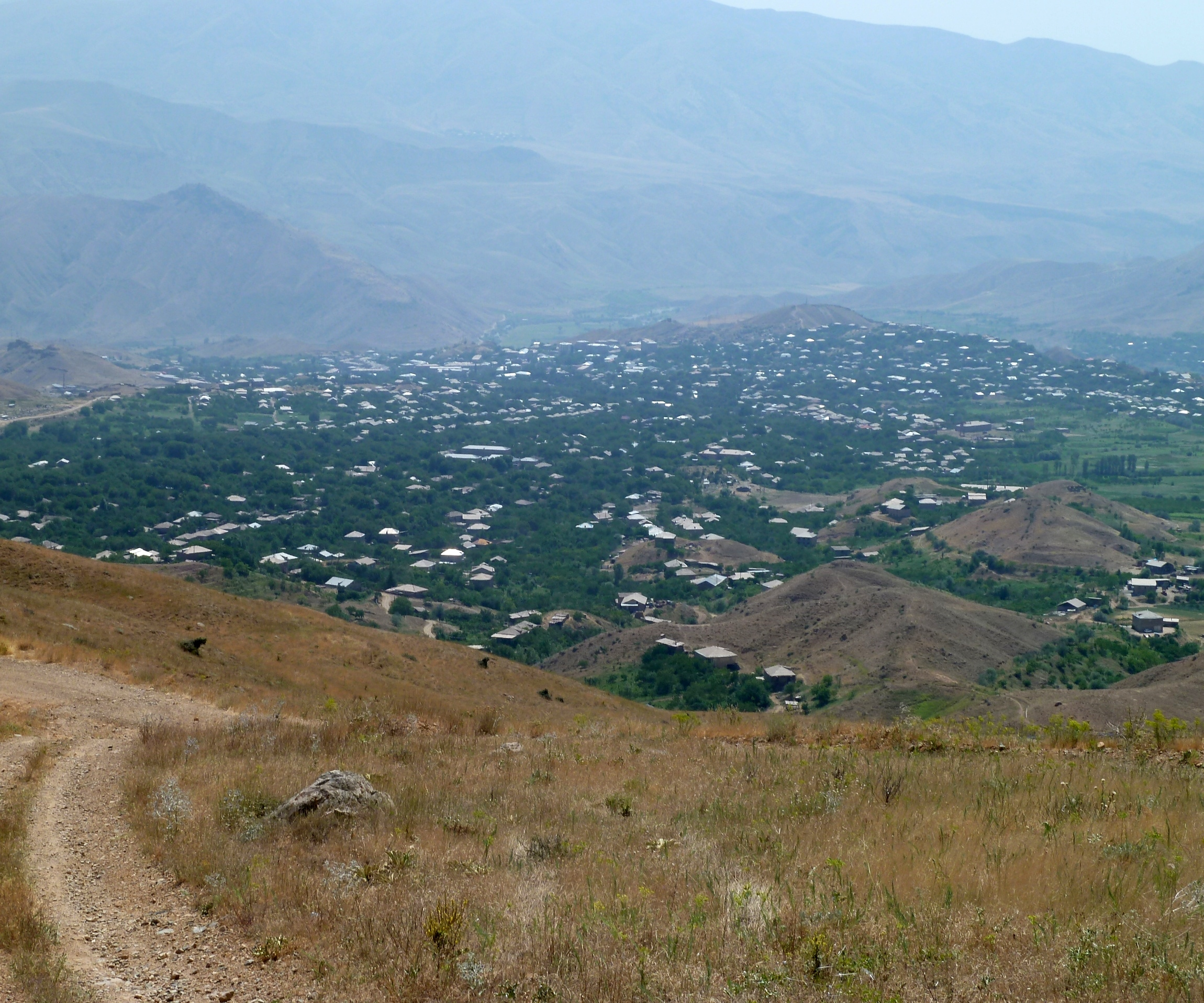
Vue d’Eghegnazor.
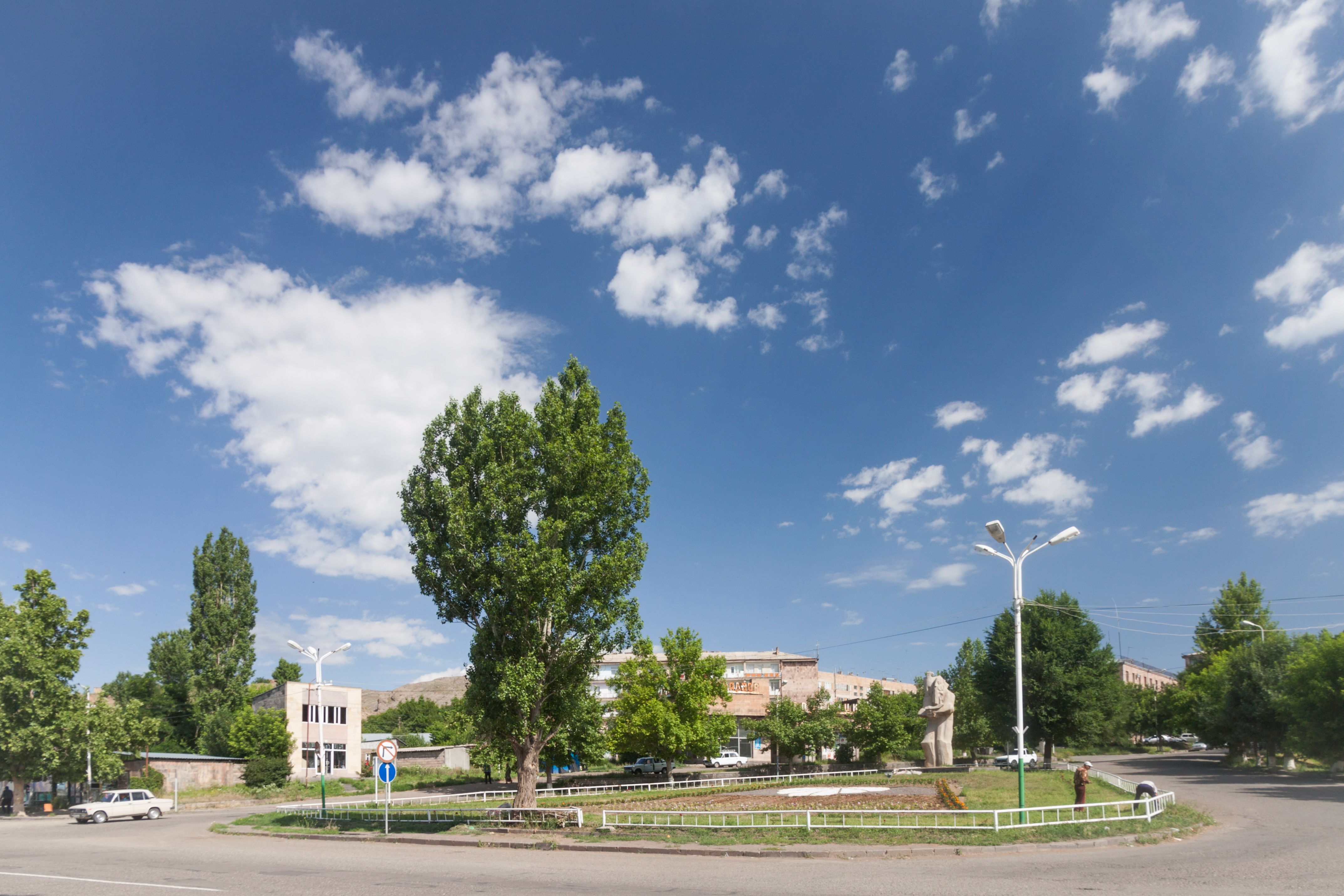
Rue d’Eghegnazor.
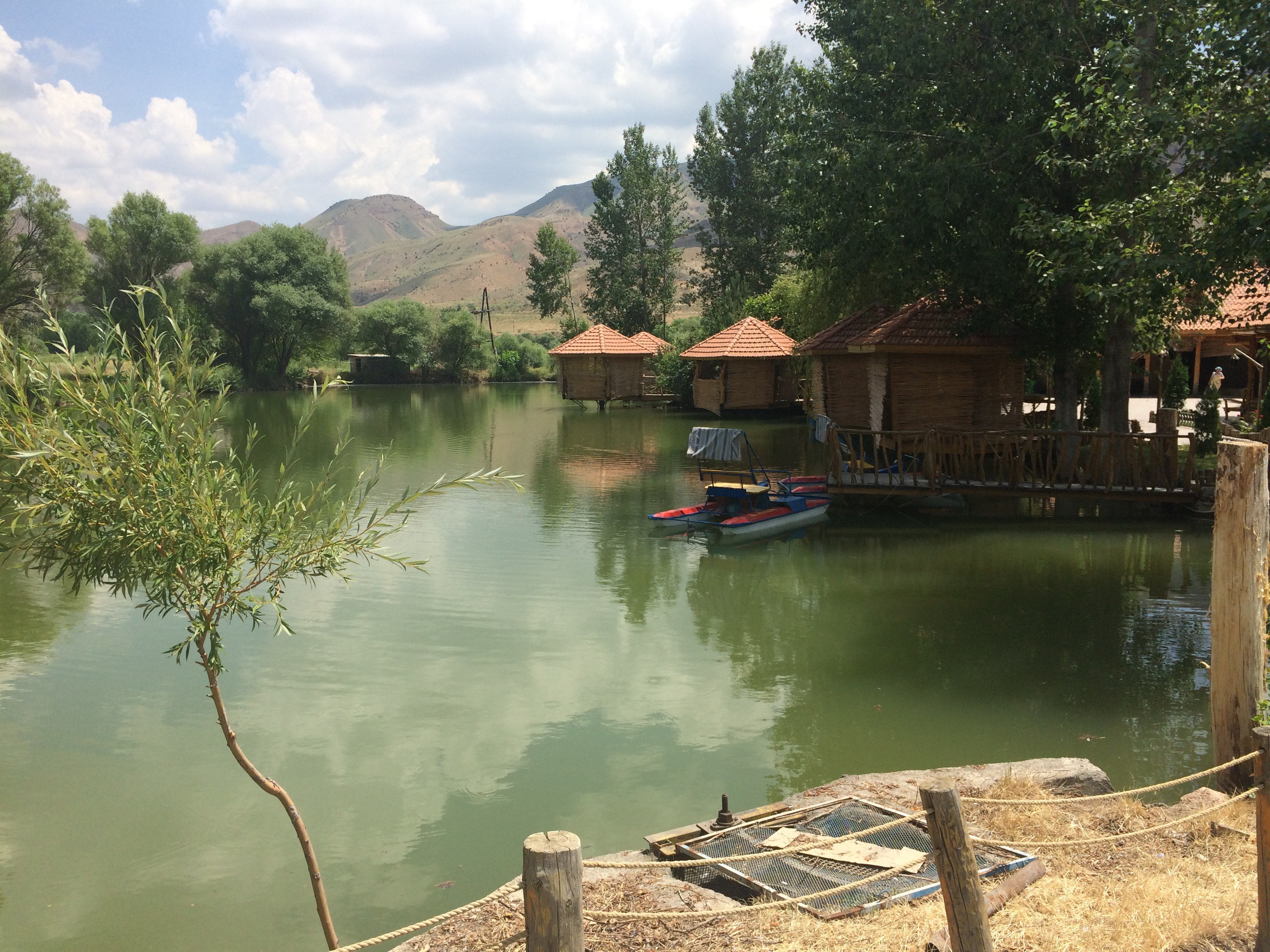
Restaurant.